# Sophie Wilcox
Sophie Elizabeth Wilcox (* 2. Januar 1975 in London Borough of Croydon, Greater London) ist eine britische Schauspielerin.

## Leben
In ihrer Kindheit verkörperte sie in den Miniserien Die Chroniken von Narnia: Der König von Narnia (1988) und Die Chroniken von Narnia: Prinz Kaspian & Die Reise auf der Morgenröte (1989) die Rolle der Lucy Pevensie. 2011 war sie in Gangster Kittens zu sehen.

## Filmografie
- 1988: Die Chroniken von Narnia: Der König von Narnia (The Chronicles of Narnia: The Lion, the Witch & the Wardrobe)
- 1989: Die Chroniken von Narnia: Prinz Kaspian & Die Reise auf der Morgenröte (The Chronicles of Narnia: Prince Caspian & The Voyage of the Dawn Treader)
- 1999: Mr. Ma & Son (Fernsehserie)
- 1999: Forgotten (Fernsehserie, 1 Folge)
- 2001: Tmavomodrý svet
- 2011: Gangster Kittens